# ۳۰ نوامبر
۳۰ نوامبر در تقویم گرگوری، سیصد و سی و چهارمین (در سال‌های کبیسه سیصد و سی و پنجمین) روز سال است. ۳۱ روز تا پایان سال باقی است.

## رویدادها
- ۱۷۸۲ - امضای معاهدهٔ مقدماتی صلح میان ایالات متحده آمریکا و انگلستان و به رسمیت شناختن کشور جدید از سوی لندن، واگذاری فلوریدا از سوی اسپانیا به ایالات متحده.
- ۱۹۶۶ - استقلال کشور جمهوری باربادوس از بریتانیا.
- ۱۹۶۷ - استقلال کشور جمهوری خلق یمن از بریتانیا.
- ۱۹۸۲: تریلر؛ پرفروش‌ترین آلبوم جهان در تمام دوران‌ها توسط مایکل جکسون منتشر شد.

## زادروزها
- ۱۴۲۷ - کازیمیر چهارم یاگیلون، دوک بزرگ لیتوانی.
- ۱۵۰۸ - آندرا پالادیو، در دوره رنسانس ایتالیا در حرفه معماری در جمهوری ونیز فعال بود.
- ۱۶۶۷ - جاناتان سوییفت، هجو نویس، شاعر و نویسنده رساله‌های سیاسی.
- ۱۸۱۳ - لوئیز-ویکتورین اکرمان، شاعر قرن نوزدهم میلادی اهل فرانسه.
- ۱۸۱۷ - تئودور مومسن، پژوهش‌گر، تاریخ‌نویس، حقوق‌دان، روزنامه‌نگار، سیاست‌مدار و باستان‌شناس آلمانی.
- ۱۸۲۵ - ویلیام-آدولف بوگرو، یکی از نقاشان آکادمیک فرانسه.
- ۱۸۳۵ - مارک توین، نویسنده آمریکایی.
- ۱۸۴۷ - آفونسو پنا، سیاستمدار اهل برزیل.
- ۱۸۶۹ - گوستاف دالن، کارخانه‌دار و برنده جایزه نوبل فیزیک سوئدی. او در سال ۱۹۱۲ به خاطر اختراع شیرهای خودکار، که در فانوس‌های دریایی و راهنماهای شناور به کار می‌رود، این جایزه را دریافت کرد.
- ۱۸۷۴ - وینستون چرچیل، سیاست‌مدار، نخست‌وزیر و نویسندهٔ انگلیسی برندهٔ جایزه نوبل ادبیات.
- ۱۸۷۴ - لوسی ماد مونتگومری، نویسنده کانادایی.
- ۱۸۸۹ - ادگار آدریان، زیست‌شناس انگلستانی برنده جایزه نوبل فیزیولوژی و پزشکی در سال ۱۹۳۲ به خاطر کشف نورون‌ها.
- ۱۹۱۵ - ادگار آدریان، شیمیدان آمریکایی اهل کانادا.
- ۱۹۳۳ - نورمن دیلی، بازیکن فوتبال اهل کشور انگلستان.
- ۱۹۳۷ - ریدلی اسکات، کارگردان انگلیسی.
- ۱۹۴۳ - ترنس مالیک، کارگردان سینمای آمریکایی و استاد فلسفه دانشگاه‌ام آی تی.
- ۱۹۴۴ - جرج گراهام، بازیکن سابق و مربی فوتبال اهل اسکاتلند.
- ۱۹۴۵ - راجر گلاور، نوازنده گیتار بیس، آهنگ‌ساز و تهیه‌کننده موسیقی اهل بریتانیا.
- ۱۹۴۷ - جود سیکوللا، هنرپیشه آمریکایی.
- ۱۹۴۷ - دیوید مامیت، نویسنده، فیلم‌نامه‌نویس و کارگردان آمریکایی.
- ۱۹۵۰ – سابهاش چاندرا، کارآفرین و سیاستمدار اهل هند
- ۱۹۵۵ - ریچارد بر، سناتور ایالت کارولینای شمالی در سنای ایالات متحده آمریکا.
- ۱۹۵۵ - بیلی آیدل، از خواننده‌های بزرگ سبک موسیقی پانک راک.
- ۱۹۵۷ - ریچارد باربیری، کیبوردیست و آهنگساز اهل انگلستان.
- ۱۹۶۰ - گری لینکر، فوتبالیست بازنشسته اهل انگلستان.
- ۱۹۶۵ - شاهزاده آکی‌شینو، پسر دوم امپراتور کشور ژاپن، امپراتور آکی‌هیتو.
- ۱۹۶۵ - بن استیلر، از کمدینهای مشهور هالیوود.
- ۱۹۶۶ - دیوید برکوف، شناگر اهل کشور ایالات متحده آمریکا.
- ۱۹۷۳ - کریسچن، کشتی‌گیر حرفه‌ای و بازیگر.
- ۱۹۷۴ - سباستین تلیه، آهنگساز موسیقی الکترونیکی فرانسوی.
- ۱۹۷۸ - کلی آیکن، نفر دوم از فصل دوم از سری مسابقات امریکن آیدل، خواننده، ترانه‌سرا، هنرپیشه، تهیه‌کننده و نویسنده.
- ۱۹۸۲ - مدینا، ترانه‌سرا و خواننده پاپ، دنس، ریتم و بلوز اهل دانمارک.
- ۱۹۸۲ - الیشا کاتبرت، هنرپیشه کانادایی.
- ۱۹۸۳ - ولادیسلاو پولیاکوف، شناگر اهل کشور قزاقستان.
- ۱۹۸۴ - نایجل دی یانگ، بازیکن فوتبال اهل هلند.
- ۱۹۸۵ - کیلی کوئوکو، خواننده، دوبلور و هنرپیشه آمریکایی.
- ۱۹۹۰ - ماگنوس کارلسن، استاد بزرگ و نابغه شطرنج اهل نروژ.

## مرگ‌ها
- ۱۰۱۶ - ادموند دوم، پادشاه انگلستان.
- ۱۳۳۵ - ابوسعید بهادرخان، نهمین ایلخان مغول در ایران.[۱]
- ۱۷۱۸ - کارل دوازدهم سوئد، شاه امپراتوری سوئد از ۱۶۹۷ تا ۱۷۱۸ میلادی.
- ۱۹۰۰ - اسکار وایلد، داستان‌نویس، نمایشنامه‌نویس و نویسنده داستان‌های کوتاه اهل ایرلند.
- ۱۹۲۳ - جان مک‌لین، معلم مدرسهٔ اسکاتلندی، و مدرس آثار مارکسیستی و کنسول شوروی در اسکاتلند.
- ۱۹۳۵ - فرناندو پسوآ، شاعر، نویسنده و همچنین مترجم و منتقد اهل پرتغال.
- ۱۹۴۴ - پل ماسون، ورزشکار مرد رشتهٔ دوچرخه‌سواری اهل کشور فرانسه.
- ۱۹۵۳ - فرانسیس پیکابیا، نویسنده و نقاش قرن نوزدهم میلادی اهل فرانسه.
- ۱۹۷۴ - محمد توفیق الطیبی،  قاضی و سیاستمدار فلسطینی. [۲]
- ۱۹۸۸ - عبدالباسط محمد عبدالصمد قاری بزرگ قرآن (اهل مصر)
- ۱۹۸۹ - حسن فتحی، مهندس معمار مصری.
- ۱۹۹۴ - گی دوبور، تئوریسن مارکسیست فرانسوی، نویسنده، فیلمساز و از اعضای بنیانگذار بین‌الملل موقعیت گرایانه.
- ۲۰۰۳ - گرترود ادرل، شناگر اهل کشور ایالات متحده آمریکا.
- ۲۰۱۱ - لکا، ولیعهد آلبانی، که به شاه لکای یکم نیز معروف بود تنها پسر شاه زوگ یکم (احمد زوگو)، پادشاه آلبانی.
- ۲۰۱۳ - پل واکر، هنرپیشه آمریکایی.
- ۲۰۱۷ – دونالد هارپر، ورزشکار شیرجه اهل ایالات متحده آمریکا (ز. ۱۹۳۲)
- ۲۰۲۲ - جیانگ زمین، پنجمین رئیس‌جمهور جمهوری خلق چین

## مناسبت‌ها
- روز ملی کشور بنین